# Polillo
Polillo est une île des Philippines de la province de Quezon. Il y avait 64 802 habitants au recensement de 2010 pour une superficie de 629 km2. Elle est située en mer des Philippines, entre Luçon et les iles de Patnanungan et Jomalig. Elle est subdivisée en trois municipalités.

## Municipalités de l'île

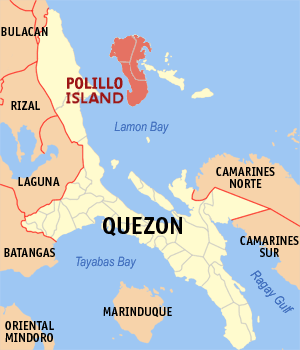
L'île de Polillo

- Burdeos
- Panukulan
- Polillo